# Бердники (Смоленская область)
Бе́рдники   — деревня  в  Смоленской области России,  в Глинковском районе. Население – 43 жителя (2007 год)  .  Расположена в центральной части области  в 9 км к югу от села Глинка,  на  автодороге Р96 Новоалександровский(А101)- Спас-Деменск — Ельня — Починок.   В 9 км северо-восточнее деревни железнодорожная станция 524-й км на линии Смоленск  - Сухиничи. Входит в состав Бердниковского сельского поселения.

## История
В годы Великой Отечественной войны деревня была оккупирована гитлеровскими войсками в июле 1941 года, освобождена в ходе Ельнинско-Дорогобужской операции в 1943 году.

## Экономика
Фермерские хозяйства .